# Јелисеј Поповић
Јелисеј (световно име Михаило Поповић; Борач, 16. март 1908. — Овчар Бања, 5. новембар 1945) је био игуман Манастирa Свете Тројице (Овчар) у Овчарско-кабларској клисури.

## Биографија
Рођен је у сиромашној породици, као друго дете. Имао је старијег брата Панту. Као дете рано је отишао од родитеља у Крагујевац, где је истовремено изучавао абаџијски занат и вечерњу основну школу. После тога је завршио средњу трговачку школу, затим шестогодишњу богословију. Одмах по завршетку, или још пре завршетка, богословије (неки мисле по завршетку монашке школе, што му не стоји у документима), Михаило се одлучио да прими монашки чин и ново монашко име Јелисеј, у манастиру Трескавцу, на Малу Госпојину 8/21. септембра 1930. године.
Завршио је Теолошки факултет у Београду. Упознао и заволео монашки позив захваљујући оцу Јовану Рапајићу, који му је, као сиромашном студенту помогао да заврши студије и укључио га у мисионарску делатност, и такође у рад часописа „Мисионар”. 
После завршених студија је рукоположен 1939. године за ђакона и јеромонаха, а затим и за катихета у Чачанској гимназији, као сабрат манастира Благовештења.
После смрти тројичког игумана, оца Атанасија Ђокића, пред сам Други светски рат 1940. године, отац Јелисеј се налазио у манастир Благовештењу, а затим је постављен за старешину манастира Свете Тројице у Овчарско-кабларској клисури. Био је школски друг Гојка Стојичевића, коме је пружио уточиште, током рата и где је Патријарх Павле започео свој монашки живот. На дужности старешине манастире Јелисеј је остао до краја рата 1945, са кратким пословним одсуствовањем. 
Последњи датум када се спомиње отац Јелисеј у манастиру Тројици јесте 5. новембар 1945. Тога дана пошао је на воз, на железничку станицу у Овчар Бању и од тада се о њему ништа више није знало. У својој књизи „Црвена куга”, Антоније Ђурић пише да је игуман Јелисеј сачекан од комунистичких активиста у заседи пред манастирском капијом и да су га убили маљевима а његово тело бацили у реку Мораву.